# Jarmark

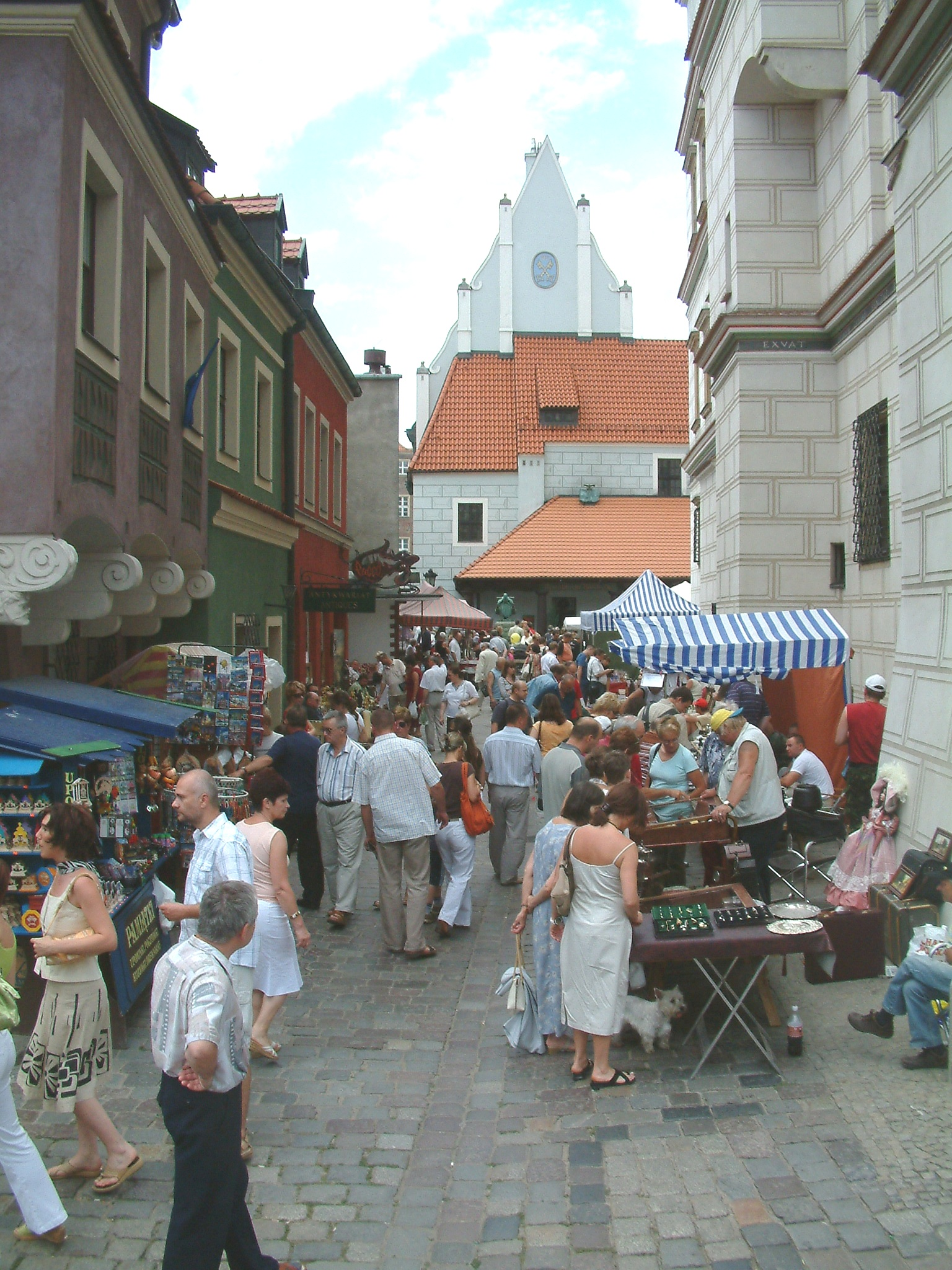
Jarmark Świętojański w Poznaniu w 2007 roku.

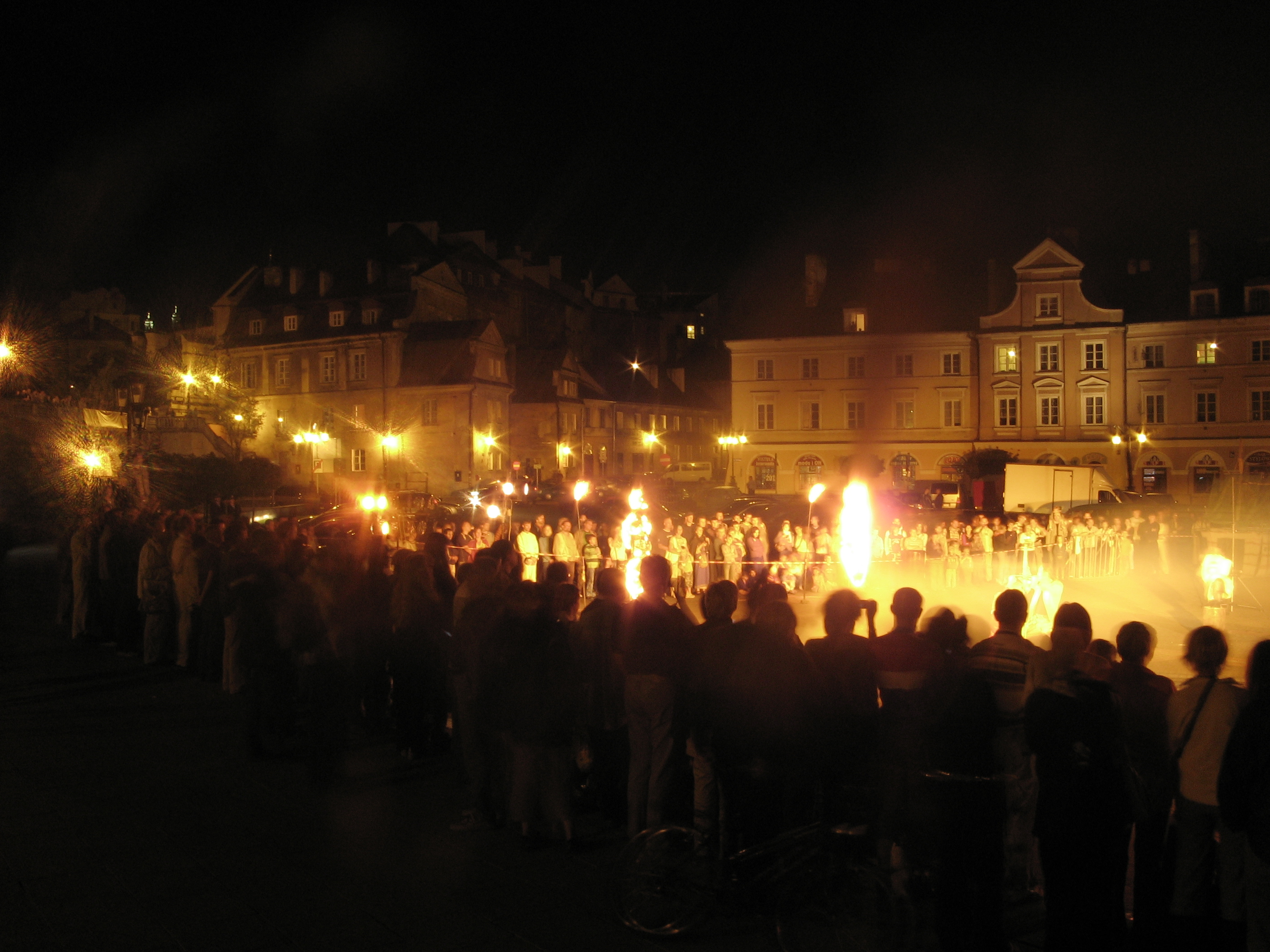
Plac Zamkowy w Lublinie podczas Jarmarku Jagiellońskiego.

Jarmark (niem. Jahrmarkt – targ doroczny) – rodzaj targu średniowiecznego o znaczeniu ponadlokalnym, będącego centrum wymiany towarów handlu dalekosiężnego.

## Historia
W średniowieczu była to jedna z podstawowych form wolnego handlu, głównie hurtowego. Jarmarki organizowano corocznie w stałych terminach, najczęściej przy okazji święta kościelnego. Przywileje świeckie i kościelne gwarantowały kupcom bezpieczeństwo osobiste i nienaruszalność mienia (pokój jarmarczny, pokój królewski, pax Dei), a miejscowe władze miały obowiązek ograniczyć na czas jarmarku cechowy monopol sprzedaży i nadzorować prawidłowość dokonywanych transakcji (miary, wagi, ceny). Jarmarki trwały od 1–2 dni do 2 tygodni. Niekiedy na jarmarkach czas ten dzielono na terminy wystawiania towarów, zawierania umów i rozliczania zobowiązań. Masowy napływ na jarmarki kupców i klientów przyczyniał się do rozkwitu miast jarmarcznych. Od początku XII wieku funkcjonowały jarmarki, na których wymieniano towary z Bliskiego Wschodu oraz zachodniej i północnej części Europy. Najpopularniejsze były jarmarki szampańskie. Jarmarki pełniły również rolę wystaw i giełd towarowych, a transakcje oparte były głównie na kredycie. Rozwijały się rozmaite formy zobowiązań i spółek handlowych. W XVI wieku wraz z rozwojem komunikacji i pojawieniem się nowych form handlu rola jarmarków znacząco się zmniejszyła.

## W Polsce
W Polsce jarmarki upowszechniły się w XIII wieku w Gdańsku i we Wrocławiu, a w wiekach późniejszych we Lwowie, Łucku, Grodnie, Wilnie (głównie produkty leśne); Jarosławiu, Kłecku (sukna), Przemyślu, Przeworsku (woły); Krakowie, Sandomierzu, Kazimierzu Dolnym, Płocku, Toruniu (zboża) i Lublinie (wina węgierskie, zboża, woły).
Na jarmarkach skupowano towary wywożone masowo (szlakami wodnymi i lądowymi) na zachód Europy (zboża, futra, woły, produkty leśne, len). Z zachodniej Europy przywożono sukno, wyroby metalowe, korzenie, wino, dobra luksusowe.
Współcześnie nieliczne istniejące nadal jarmarki mają miejscowy zasięg lub stanowią rodzaj festynu (Jarmark św. Dominika w Gdańsku, Jarmark Jagielloński w Lublinie lub coroczny jarmark odbywający się 15 sierpnia w Skotnikach).
W potocznej polszczyźnie nazwy targ i jarmark używane są zamiennie.